# Moonlight Sinatra
Moonlight Sinatra è un album discografico del cantante statunitense Frank Sinatra, pubblicato nel 1966 dalla Reprise Records.
Tutti i brani presenti sul disco hanno come comune denominatore la Luna. Le tracce furono arrangiate e dirette da Nelson Riddle.
Il titolo dell'album è un riferimento alla Sonata al chiaro di luna di Ludwig van Beethoven.

## Tracce
1. Moonlight Becomes You (Johnny Burke, Jimmy Van Heusen) – 2:46
2. Moon Song (Sam Coslow, Arthur Johnston) – 3:03
3. Moonlight Serenade (Glenn Miller, Mitchell Parish) – 3:26
4. Reaching for the Moon (Irving Berlin) – 3:05
5. I Wished on the Moon (Dorothy Parker, Ralph Rainger) – 2:53
6. Oh, You Crazy Moon (Burke, Van Heusen) – 3:12
7. The Moon Got in My Eyes (Burke, Johnston) – 2:52
8. Moonlight Mood (Harold Adamson, Peter de Rose) – 3:08
9. Moon Love (Mack David, André Kostelanetz) – 4:14
10. The Moon Was Yellow (And the Night Was Young) (Fred E. Ahlert, Edgar Leslie) – 3:04

## Crediti
- Frank Sinatra – Voce
- Nelson Riddle – Arrangiamento, Conduzione
- The Nelson Riddle Orchestra